# 여고괴담 3: 여우계단
《여고괴담 3: 여우계단》은 2003년에 개봉된 대한민국의 공포 영화이다. 《여고괴담 시리즈》의 세 번째 작품이다.

## 출연진

### 주인공
- 송지효 : 진성 역
- 박한별 : 소희 역
- 조안 : 혜주 역
- 박지연 : 윤지 역

### 주요 인물
- 이지형 : 영선 역
- 공상아 : 경진 역
- 장은실 : 영 역
- 홍지혜 : 지혜 역

### 단역
| - 유수진 : 발레반 - 김지현 : 발레반 - 오화리 : 발레반 - 오지영 : 발레반 - 황은지 : 발레반 - 최수경 : 발레반 - 천수정 : 조소반 - 이연호 : 조소반 - 홍수아 : 조소반 - 한이 : 조소반 - 하아름 : 조소반 - 권호은 : 소희 발레 대역 - 이민정 : 진성 발레 대역 - 곽지민 : 무용반 후배 | - 주은 : 무용반 후배 - 황해리 : 미술반 후배 - 유일한 : 미술반 후배 - 문정희 : 무용 선생 - 김성진 : 조소 선생 - 고정은 : 사감 선생 - 장우진 : 체육 담임 - 류창우 : 학생주임 - 차승희 : 무용부장 - 김정수 : 양호 선생 - 안미애 : 소희 엄마 - 신유민 : 좌절 발레리나 - 이지연 : 라디오 DJ |